# 少女☆歌劇 Revue Starlight (動畫)
《少女☆歌劇 Revue Starlight》（日语：少女☆歌劇 レヴュースタァライト）是由KINEMA CITRUS制作，古川知宏擔任導演的日本動畫。本作敘述了在名門歌劇学校上學的9位少女們爲了爭奪主角的寶座而互相戰鬥。全12話的電視動畫在2018年播出，2020年劇場版總集篇上映，2021年新作劇場版上映。
脚本由樋口達人擔任，音樂則是由藤澤慶昌和加藤達也製作。此外本作是以「二層展開式少女歌劇」爲宣傳口號，武士道和Nelke Planning共同策劃的跨媒體計劃的一部分。同一角色的動畫版聲優和音樂劇演員皆爲同一人。

## 劇情概要
歌劇名門學校聖翔音樂學院的第99期生愛城華恋是為了成為主角而每天勤於練習的舞台少女。2年級的某天，童年玩伴的神樂光突然轉學到聖翔音樂學院。追著12年不見的光而誤入學院地下巨大劇場的華恋，遇上長頸鹿主辦的選拔。據長頸鹿所述，這個選拔可以把主角(トップスター/top star)的寶座給予最閃耀的舞台少女。突然闖入選拔的華恋也成為正式的參加者。第3日華恋雖然被擊敗，但藉此機會和光互相確認彼此的心情，約定要一起成為主角。對華恋的思慕已不受控制的露崎真晝和華恋透過選拔找回了夢想成為主角的初衷，此外跟不上周圍環境已經快要放棄的花柳香子也在和童年玩伴石動双葉的選拔中丟掉退學的想法，登場人物們在一邊跨越失敗和挫折的同時，一邊準備進行要在第100回聖翔祭中上演的「starlight」。
認為在第99回聖翔祭中上演的「starlight」就是最完美舞台的大場奈奈僅僅希望維持現狀。她為了實現願望，在選拔中連勝到底並成為主角從而無數次的重複直到第99回聖翔祭的時間。但是在第6日與光、第7日與華恋的選拔中敗給了她們從而打斷了她的「再演」。兩人一組的選拔最終日，華恋和光戰勝了天堂真矢和西條克洛迪娜，2人以爲已在選拔中合格，但作爲最後的選拔，兩人被長頸鹿告知要進行一對一決鬥。光爲了保護華恋乘其不意奪得了勝利，在這之後便消失得無影無蹤。第100回聖翔祭逐漸迫近，漫無目的地尋找光的華恋注意到隱藏在「starlight」中的真相，並在学園地下的選拔和光再次見面。即使被囚禁在地下劇場的塔中的光一度不理睬華恋，華恋也沒因此而放棄，在與光的一對一決戰中華恋獲得勝利並取回光。在第100回聖翔祭中兩人出演主角克萊爾和弗洛拉，故事在此謝幕。

## 登場人物
| 登場人物     | 原名                                         | 聲優       | 來源   |
| ------------ | -------------------------------------------- | ---------- | ------ |
| 愛城華戀     | 愛城 華恋（あいじょう かれん）               | 小山百代   | [ 11 ] |
| 神樂光       | 神楽 ひかり（かぐら ひかり）                 | 三森鈴子   | [ 12 ] |
| 露崎真晝     | 露崎 まひる（つゆざき まひる）               | 岩田陽葵   | [ 12 ] |
| 西條克洛迪娜 | 西條 クロディーヌ（さいじょう くろでぃーぬ） | 相羽亞衣奈 | [ 13 ] |
| 天堂真矢     | 天堂 真矢（てんどう まや）                   | 富田麻帆   | [ 14 ] |
| 星見純那     | 星見 純那（ほしみ じゅんな）                 | 佐藤日向   | [ 14 ] |
| 石動雙葉     | 石動 双葉（いするぎ ふたば）                 | 生田輝     | [ 15 ] |
| 花柳香子     | 花柳 香子（はなやぎ かおるこ）               | 伊藤彩沙   | [ 15 ] |
| 大場奈奈     | 大場 なな（だいば なな）                     | 小泉萌香   | [ 16 ] |
| 長頸鹿       | キリン                                       | 津田健次郎 | [ 17 ] |
| 櫻木麗       | 櫻木 麗（さくらぎ れい）                     | 名塚佳織   | [ 17 ] |
| 雨宮詩音     | 雨宮 詩音（あめみや しおん）                 | 廣瀨沙耶   | [ 17 ] |
| 真井霧子     | 眞井 霧子（まさい きりこ）                   | 篠宮明日香 | [ 17 ] |

## 主題曲
「星のダイアローグ」是本作的片頭曲。由本多友紀作曲、中村彼方作詞，Starlight九九組演唱。擔任作詞的中村彼方在アニメブロス (2018)中說：「在電視動畫版的89秒中，從不穩定地開始，隨後變得活躍，拍子也隨之改變，最終又不穩定地結束。我想要盡可能把這些要素帶到歌曲中」。リスアニ (2018)的仲上佳克也評價此曲「從第一段、第二段到副歌的展開千變萬化，能夠在一首歌中感受到像是在看一齣舞台的感覺。」。アキバ総研舉行的「2018夏季動畫片頭曲人氣投票」中「星のダイアローグ」在總票数15,940票中獲得685票，共61位中排名第6。
「Fly Me to the Star」是本作的片尾曲，由尋木ヒロ作曲、中村彼方作詞、めばち擔任角色設計、Starlight九九組演唱。擔任作詞的中村彼方在アニメブロス (2018)中說，樂曲密度高的本篇再加上沉重風格的片尾曲可能會讓觀眾覺得疲勞，因此決定製作溫柔風格的樂曲。アキバ総研舉行的「2018夏季動畫片尾曲人氣投票」中「Fly me to the star」在總票数21,498票中獲得255票，共50位中排名第15。此外在2019年舉行的「Crunchyroll Anime Award 2019」中獲得了「Best Ending」獎提名。

#### 劇中歌
作詞由中村彼方負責。
| 曲名           | 作曲               | 編曲                              | 主唱 | 話數 |
| -------------- | ------------------ | --------------------------------- | --- | ---- |
|                | 石井健太郎         | 石井健太郎 藤澤慶昌（管絃樂編曲） | 星見純那（佐藤日向）、神樂光（三森鈴子）、 愛城華戀（小山百代） | 1    |
| The Star Knows | 中村康隆           | 小高光太郎、藤井亮太、谷直樹      | 星見純那（佐藤日向）、愛城華戀（小山百代） | 2    |
|                | 藤澤慶昌           | 藤澤慶昌                          | 愛城華戀（小山百代）、天堂真矢（富田麻帆） | 3    |
|                | 小高光太郎、UiNA   | 藤井亮太、小高光太郎、谷直樹      | 露崎真晝（岩田陽葵）、愛城華恋（小山百代） | 5    |
|                | 大川茂伸           | 伊藤賢                            | 石動雙葉（生田輝）、花柳香子（伊藤彩沙） | 6    |
| RE:CREATE      | 三好啓太           | 三好啓太                          | 神樂光（三森鈴子）、大場奈奈（小泉萌香） | 8    |
|                | 加藤達也           | 加藤達也                          | 天堂真矢（富田麻帆）、西條克洛迪娜（相羽亞衣奈） | 9    |
|                | 藤澤慶昌           | 藤澤慶昌                          | 大場奈奈（小泉萌香）、愛城華戀（小山百代） | 9    |
| -Star Divine-  | 本多友紀           | 本多友紀                          | 愛城華戀（小山百代）、神樂光（三森鈴子）、 天堂真矢（富田麻帆）、西條克洛迪娜（相羽亞衣奈）                                                                                     | 10   |
|                | 本多友紀           | 加藤達也                          | 愛城華戀（小山百代）、星見純那（佐藤日向） 露崎真晝（岩田陽葵）、石動雙葉（生田輝） 花柳香子（伊藤彩沙）、大場奈奈（小泉萌香） 天堂真矢（富田麻帆）、西條克洛迪娜（相羽亞衣奈） | 11   |
|                | 藤澤慶昌、加藤達也 | 藤澤慶昌、加藤達也                | 愛城華戀（小山百代）、神樂光（三森鈴子） | 12   |

## 各話簡介
| 集數 | 標題                                         | 分鏡                         | 演出                     | 作畫監督 | 總作畫監督        | 片尾曲演唱                   | 首播日        |
| --- | -------------------------------------------- | ---------------------------- | ------------------------ | --- | ----------------- | ---------------------------- | ------------- |
| 1 | 舞台少女 Butai Shōjo ()                      | 齊田博之、伊藤晉之、清水海都 | 古川知宏                 | 飯野慎也 古川知宏 | 齊田博之          | -                            | 2018年7月12日 |
| 在聖翔音樂學園，第99期演員育成科學生正為了籌備每年固定的《Starlight》的公演而努力，愛城華戀因為兒時玩伴神樂光轉入自己的班上而感到訝異。某一晚，華戀追著光偷偷進入地下劇場，一頭長頸鹿在那裏舉行Starlight的選拔，光和她的同學星見純那為了成為主角而對戰，華戀想起自己和光的約定，涉入了這場對戰並擊敗純那，獲得參與選拔的資格。 |                                              |                              |                          | |                   |                              |               |
| 2 | 命運的舞台 Unmei no Butai ()                 | 小島正幸 古川知宏            | 塚本茜                   | 安田祥子 | 齊田博之 伊藤晉之 | -                            | 2018年7月19日 |
| 純那認為自己的失敗是因為華戀中途攪局，便向華戀再度挑戰，儘管復仇失敗，但兩人成了朋友。 |                                              |                              |                          | |                   |                              |               |
| 3 | Top Star Toppu Sutā ()                       | 小出卓史                     | 山田卓 小出卓史          | 高澤美佳、小栗寬子、清水海都 大下久馬、後藤有宏、澤井真紀 小出卓史、谷紫織、松岡秀明 | 齊田博之 伊藤晉之 | 神樂光                       | 2018年7月26日 |
| 光希望華戀不要再參與《Starlight》的選拔，甚至把她綁起來關在倉庫裡，但華戀還是脫逃，並與班上最優異的天堂真矢對決，但華戀完全不夠格與她同台較量。 |                                              |                              |                          | |                   |                              |               |
| 4 | 約定之塔 Yakusoku Tawā ()                    | 小島正幸                     | 小島正幸                 | 大下久馬、和田伸一、高澤美佳 | 齊田博之 伊藤晉之 | 愛城華恋 神樂光 [ 26 ]       | 2018年8月2日  |
| 光對華戀的行為感到生氣，她突然離校外出，讓華戀為了找她而尋遍大街小巷，過程中，華戀得知光因為她輸給真矢而感到沮喪。在找到光後，華戀和她約好要一起成為主角。 |                                              |                              |                          | |                   |                              |               |
| 5 | 閃耀之所在 Kirameki no Ari ka ()             | 久保田雄大                   | 三上喜子                 | 松尾亞希子、細田沙織、清水海都 | 齊田博之 伊藤晉之 | 露崎真晝 [ 26 ]              | 2018年8月9日  |
| 華戀的室友真晝對華戀與光日漸親密感到消沉和忌妒，在選拔時，真晝與華戀對戰，真晝認為自己失去了華戀就一無是處，但華戀告訴真晝她有許多優點，並在選拔中勝出。 |                                              |                              |                          | |                   |                              |               |
| 6 | 兩人的花道 Futari no Hanamichi ()            | 佐伯昭志                     | 橫內一樹                 | 大下久馬、小栗寬子、小里明花 小池裕樹、小出卓史、清水海都 高澤美佳、谷紫織、安田祥子 | 齊田博之 伊藤晉之 | 石動双葉 花柳香子 [ 26 ]     | 2018年8月16日 |
| 花柳香子因為自己沒有被選上《Starlight》的八名主演之一而惱怒，她發現自己的同年玩伴石動雙葉暗中向西條克洛迪娜求教，因此與雙葉交惡。香子沮喪地想回故鄉，但雙葉在她臨走前將她攔下，兩人透過選拔表明了心意，在香子了解到雙葉付出的努力後，她決定加倍鍛鍊自己以贏得選拔。                                                            |                                              |                              |                          | |                   |                              |               |
| 7 | 大場奈奈 Daiba Nana ()                       | 古川知宏                     | 塚本茜                   | 河本零王、杉山有沙、摺木沙織 清水海都、世良、角谷知美 小池裕樹、錦見樂、谷紫織 小里明花、小栗寬子、林隆祥                                                                                                | 齊田博之 伊藤晉之 | 純音樂                       | 2018年8月23日 |
| 大場奈奈在二年級時依舊對一年前所演出的《Starlight》念念不忘，為此，她在選拔中反覆獲勝，並要求長頸鹿將時間倒回一年，藉此重演最絢麗的演出，但這個迴圈隨著光的轉學而打破，光並未出現在之前任何一次輪迴中。 |                                              |                              |                          | |                   |                              |               |
| 8 | 光的指向 Hikari, Sasuhou e ()                | 光田史亮                     | 光田史亮                 | 松尾亞希子、角谷知美、大下久馬 高藤綾、小池裕樹、小里明花 清水海都、谷紫織、錦見樂 | 齊田博之 伊藤晉之 | 愛城華恋                     | 2018年8月30日 |
| 光在轉學前於倫敦就學，但她在該校的選拔中屈居第二，並推斷出在選拔中失敗的人會失去才華。但長頸鹿給了光到日本重新來過的機會，光因此轉入聖翔音樂學園，並在之後選拔時與奈奈對戰，雖然光的武器隨著失去才華而縮水，但她採取了不同的戰鬥方式並擊敗奈奈。之後奈奈警告她，指出《Starlight》是一齣悲劇，因此光和華戀注定因此拔刀相向。    |                                              |                              |                          | |                   |                              |               |
| 9 | 在星之慶典的夜晚 Hoshi Matsuri no Yoru ni () | 小島正幸                     | 山田卓                   | 大下久馬、小栗寬子、小里明花 小池裕樹、小出卓史、角谷知美 清水海都、摺木沙織、高澤美佳 谷紫織、安田祥子、和田伸一 Studio Lings、德田拓也                                                                 | 齊田博之 伊藤晉之 | 星見純那 大場奈奈 [ 27 ]     | 2018年9月6日  |
| 純那從奈奈口中得知她拒絕接受任何新事物，並透過時間迴圈一直重演上一屆的《Starlight》，而奈奈也注意到中斷了這個迴圈的人不是光，而是因為光轉學產生改變的華戀，因此她在選拔中與華戀對決。華戀表示大家會不斷前進並創造新的表演，使奈奈落敗並結束了重演。純那安慰奈奈，鼓勵她展望未來。                                              |                                              |                              |                          | |                   |                              |               |
| 10 | 然而舞台仍將繼續 Saredo Butai wa Tsuzuku ()  | 小島正幸 黑田結花 古川知宏   | 橫內一樹 塚本茜 小出卓史 | 大下久馬、小栗寬子、角谷知美 黑田結花、小池裕樹、小出卓史 小里明花、清水海都、摺木沙織 高澤美佳、谷紫織、錦見樂 樋口香里、松尾亞希子、安田祥子 和田伸一、Gift動畫、森賢 多田靖子、Studio Lings、德田拓也 | 齊田博之 伊藤晉之 | 天堂真矢 西條克洛迪娜 [ 27 ] | 2018年9月13日 |
| 最終選拔即將到來，每個人都為此準備。華戀和光在東京共度一日，真矢和克洛迪娜則憶起她們亦敵亦友的過去，她們是有機會入選的四人，並且將以二對二的形式對戰。面對真矢和克洛迪娜凌厲的聯合攻勢，華戀和光一度無法招架，但依舊取得勝利。長頸鹿宣布獲勝的兩人必須互鬥，光在向華戀表達感謝後，將其擊敗。                                   |                                              |                              |                          | |                   |                              |               |
| 11 | 我們是 Watashi-tachi wa ()                   | 佐伯昭志                     | 三上喜子 鈴木龍太郎      | 大村將司、大下久馬、小栗寬子 小里明花、角谷知美、小池裕樹 清水海都、摺木沙織、谷紫織 Gift動畫、森賢、多田靖子 Studio Lings、德田拓也、辻浩樹                                                             | 齊田博之 伊藤晉之 | 愛城華恋 神樂光 [ 27 ]       | 2018年9月20日 |
| 光獲勝後向長頸鹿表示不會將眾人的才華交給長頸鹿作為舞台的燃料，之後便自請退學，之後數個月都毫無音訊。華戀意識到光替所有人付出了代價，因此失去了一切，她翻譯光留下來的《Starlight》原著後，發現原始故事有著劇本所沒有的情節，因此回到囚禁著光的地下劇院。                                                                        |                                              |                              |                          | |                   |                              |               |
| 12 | Revue Starlight Revyū Sutāraito ()           | 古川知宏 小出卓史            | 古川知宏 小出卓史        | 松尾亞希子、小里明花、谷紫織 清水海都、小池裕樹、錦見樂 杉山有沙、大下久馬、小栗寬子 摺木沙織、角谷知美                                                                                                  | 齊田博之 伊藤晉之 | -                            | 2018年9月27日 |
| 華戀進入一片沙漠，發現光在那裏陷入西西弗斯式的迴圈，不斷試圖登塔摘星並從塔上墜落。華戀試圖救她脫困，並因此與她對戰，雖然華戀一度落敗，但她重返舞台並擊敗光，將她從這個困境中救出，並與眾人團聚，演出了《Starlight》。 |                                              |                              |                          | |                   |                              |               |

## 放送
日本深夜動畫：下文記載的日本国内播放時間使用日本標準時間（UTC+9）表示。因為部分時間标识會採用30小时制，因此請留意这类超过24:00的时间，其實際播放時間為翌日清晨。
| 播放期間               | 播放時間                  | 播放電視台    | 播放地區   | 備註                       |
| ---------------------- | ------------------------- | ------------- | ---------- | -------------------------- |
| 2018年7月12日－9月27日 | 星期四 25時28分－25時58分 | TBS電視台     | 關東廣域圈 | 製作局／「Animerico」第1部 |
|                        | 星期四 26時35分－27時05分 | CBC電視台     | 中京廣域圈 |                            |
| 2018年7月14日－9月29日 | 星期六 25時00分－25時30分 | BS-TBS        | 日本全國   | BS放送／「Animerico」第1部 |
|                        | 星期六 27時08分－27時38分 | 每日放送      | 近畿廣域圈 | 「Anime Shower」第3部      |
| 2018年7月18日－10月3日 | 星期三 26時30分－27時00分 | RKB每日放送   | 福岡縣     |                            |
| 2018年7月22日－10月7日 | 星期日 25時00分－25時30分 | TBS Channel 1 | 日本全國   | CS放送／有重播             |

## 関連商品

### CD
|        | 發售日         | 標題                                                                      | 規格       | 來源            |
| ------ | -------------- | ------------------------------------------------------------------------- | ---------- | --------------- |
| 片頭曲 | 2018年7月18日  | 星のダイアローグ                                                          | PCCG-70432 | [ 30 ]          |
| 片尾曲 | 2018年8月1日   | Fly Me to the Star                                                        | PCCG-01703 | [ 31 ]          |
| 劇中歌 | 2018年8月22日  | 少女☆歌劇 レヴュースタァライト 劇中歌アルバム Vol.1 ラ レヴュー ド マチネ | PCCG-01706 | [ 26 ]          |
| 劇中歌 | 2018年10月17日 | 少女☆歌劇 レヴュースタァライト 劇中歌アルバム Vol.2 ラ レヴュー ド ソワレ | PCCG-01707 | [ 27 ]          |
| OST    | 2018年10月17日 | 少女☆歌劇 レヴュースタァライト ORIGINAL SOUNDTRACK                        | PCCG-01716 | [ 32 ]          |
| 劇中歌 | 2019年8月9日   | インストアルバム「ラ レヴュー・オン・ボワット」                           | BRCG-00066 | [ 33 ] [ 註 1 ] |

### 藍光版
| 卷數 | 發售日期       | 收錄內容            | 規格編號  |
| ---- | -------------- | ------------------- | --------- |
| 1    | 2018年10月24日 | 第1話－第4話、OVA1  | OVXN-0041 |
| 2    | 2018年12月26日 | 第5話－第8話、OVA2  | OVXN-0042 |
| 3    | 2019年2月27日  | 第9話－第12話、OVA3 | OVXN-0043 |

## 関連媒體

### 漫画
《少女☆歌劇 レヴュースタァライト オーバーチュア》是由轟斗ソラ作畫，講述了電視動畫版劇情發生之前的故事，共2卷。劇本是由電視動畫版歌曲作詞的中村彼方擔任。在《電擊G's magazine》2018年3月号開始連載，2018年6月27日在《電擊Comics NEXT》發售第1卷，同年10月26日發售最終巻第2巻。

### 書籍
收錄了《電擊G's magazine》中刊登的特輯和導演古川及主要角色9人的采訪的紀念冊於2018年10月19日發售。

## 劇場版
2019年11月3日於横浜アリーナ舉辦的演唱會「3rdスタァライブ“Starry Diamond“」中發表了將製作總集篇和新作劇場版共2作的消息。

### 少女☆歌劇 Revue Starlight Rondo Rondo Rondo
《少女☆歌劇 Revue Starlight Rondo Rondo Rondo》是KINEMA CITRUS制作的劇場版動畫。由古川知宏擔任導演，並於2020年上映。是2018年在日本播出的電視動畫《少女☆歌劇 Revue Starlight》的總集篇。
2020年1月21日在TBS電視台舉行的發表會中公佈本作將於2020年5月29日上映。4月17日主題歌「再生讃美曲」在YouTube上公開。但因COVID-19的大規模爆發而延期上映，原定6月10日發售的主題歌「再生讃美曲」CD的發售也被延期。最後於8月7日在日本国内28個電影院上映。
本作是用系列登場人物之一大場奈奈的視角重新構建整個故事、同時也製作了電視動畫以外新的畫面。擔任導演的古川知宏說，本作是依靠大場奈奈的視角把共12集的動畫重構成「雖然一樣但是不盡相同的作品」。

#### 主題曲
「再生讃美曲」為本作的主題曲。由fhána的佐藤純一擔任作曲及編曲，中村彼方擔任作詞，Starlight九九組演唱。本曲在2020年舉行的令和2年動畫歌曲大賞中獲得編曲獎。贊賞本曲的音樂製作人齋藤P評價說，「再生讃美曲」引用了許多本系列的電影音樂和音樂劇音樂，有著能稱得上「製作音樂時能使用的技巧已經全部使用在此曲中」的音階。

#### 評價・受賞
キネマ旬報 (2020b)的増當竜也評價本作用超現實主義描寫了圍繞參與選拔的舞台少女們的友情及固執，自美少女角色們的超神秘展開中可以得知動畫獨特表現之廣度。。
| 年     | 獎                  | 類別   | 作品           | 結果 | 來源   |
| ------ | ------------------- | ------ | -------------- | ---- | ------ |
| 2020年 | 令和2年動畫歌曲大賞 | 編曲獎 | 「再生讃美曲」 | 獲獎 | [ 51 ] |

#### 関連商品
| 發售日       | 標題                     | 規格       | 來源            |
| ------------ | ------------------------ | ---------- | --------------- |
| 2020年9月9日 | 再生讃美曲（通常版）     | PCCG-01914 | [ 50 ]          |
| 2020年9月9日 | 再生讃美曲（初回限定版） | PCCG-01919 | [ 53 ] [ 註 2 ] |

| 發售日        | 規格      | 來源   |
| ------------- | --------- | ------ |
| 2021年2月24日 | OVXN-0057 | [ 54 ] |

### 劇場版 少女☆歌劇 Revue Starlight
新作劇場版《劇場版 少女☆歌劇 Revue Starlight》於2021年6月4日在日本上映。2020年1月21日在TBS電視台舉行的發表會中公佈本作「有著電視動畫中沒有的視覺效果」「9人成為3年級生後的故事」「9人的立場和関係會產生許多變化」等等消息。原本預定於2021年5月21日上映，但因COVID-19的大規模爆發而延期至6月4日。
本作在2021年舉辦的令和動畫歌曲大賞中主題歌「私たちはもう舞台の上」獲得作詞獎提名，以及編曲獎和用戶投票獎。此外在2022年舉辦的東京動畫獎祭典上獲得動畫粉絲獎第2位，也被選爲日本新媒體動漫藝術節動畫部門的審査委員会推薦作品。

## 註解
1. ↑  是只在波麗佳音網站和演出、演唱會及活動現場販售的限定CD[33]
2. ↑  初回限定版中附贈了收錄獨占評論及其他内容的小冊子[48]。

## 來源
1. ↑  アニメブロス 2018，第80頁.
2. ↑  声優グランプリ 2019，第4頁.
3. ↑  メモリアルブック 2018，第66, 93頁.
4. ↑  メガミマガジン 2018，第24-25頁.
5. ↑  メモリアルブック 2018，第73, 94頁.
6. ↑  メガミマガジン 2018，第25頁.
7. 1 2  メモリアルブック 2018，第94頁.
8. ↑  メモリアルブック 2018，第82頁.
9. ↑  メモリアルブック 2018，第95頁.
10. ↑  Steve Jones. . Anime News Network. 2018-10-01  [2021-11-14]. （原始内容存档于2021-11-14）.
11. ↑  メモリアルブック 2018，第4頁.
12. 1 2  メモリアルブック 2018，第5頁.
13. ↑  メモリアルブック 2018，第6頁.
14. 1 2  メモリアルブック 2018，第7頁.
15. 1 2  メモリアルブック 2018，第8頁.
16. ↑  メモリアルブック 2018，第9頁.
17. 1 2 3 4  メモリアルブック 2018，第10頁.
18. ↑  . リスアニ！. 2018-04-30  [2021-10-17]. （原始内容存档于2021-10-17）.
19. 1 2  アニメブロス 2018，第87頁.
20. ↑  リスアニ 2018，第19頁.
21. ↑  . アキバ総研. 2018-09-04  [2021-10-09]. （原始内容存档于2021-10-09）.
22. ↑  . アキバ総研. 2018-09-14  [2021-10-09]. （原始内容存档于2021-10-09）.
23. ↑  . Otaku USA Magazine. Sovereign Media. 2019-02-17  [2021-10-19]. （原始内容存档于2021-10-19）.
24. 1 2 3  . YouTube. 2018-06-26  [2018-06-27]. （原始内容存档于2018-06-26） （日语）.
25. ↑  . revuestarlight.com.   [2018-09-23]. （原始内容存档于2018-09-23） （日语）.
26. 1 2 3 4 5 6  . タワーレコード.   [2021-10-13]. （原始内容存档于2021-10-13）.
27. 1 2 3 4 5  . タワーレコード.   [2021-10-13]. （原始内容存档于2021-10-13）.
28. ↑  . 少女☆歌劇 Revue Starlight.   [2018-04-30]. （原始内容存档于2018-04-30） （日语）.
29. ↑  . TBS CS［TBS頻道］. TBS電視台.   [2018-06-09]. （原始内容存档于2018-06-12）.
30. ↑  . タワーレコード.   [2021-11-28]. （原始内容存档于2021-11-28）.
31. ↑  . タワーレコード.   [2021-11-28]. （原始内容存档于2021-11-28）.
32. ↑  . タワーレコード.   [2021-11-28]. （原始内容存档于2021-11-28）.
33. 1 2  . Project Revue Starlight.   [2021-11-28]. （原始内容存档于2021-11-28）.
34. ↑  . 少女☆歌劇 レヴュースタァライト.   [2018-07-13]. （原始内容存档于2018-07-13）.
35. ↑  メモリアルブック 2018，第36頁.
36. ↑  . KADOKAWA.   [2021-11-28]. （原始内容存档于2021-11-28）.
37. ↑  . KADOKAWA.   [2021-11-28]. （原始内容存档于2021-11-28）.
38. ↑  . Project Revue Starlight.   [2021-11-18]. （原始内容存档于2021-11-28）.
39. ↑  メモリアルブック 2018，第83頁.
40. ↑  . アキバ総研. 2019-11-07  [2021-10-09]. （原始内容存档于2021-10-09）.
41. ↑  . アニメ！アニメ！. 2019-11-06  [2021-12-14]. （原始内容存档于2021-12-14）.
42. ↑  キネマ旬報 2020a，第64頁.
43. 1 2  . 超！アニメディア. イード. 2021-01-27  [2021-10-10]. （原始内容存档于2021-10-10）.
44. ↑  . オリコン. 2020-04-17  [2021-10-13]. （原始内容存档于2021-10-13）.
45. ↑  . コミックナタリー. ナターシャ. 2020-05-13  [2021-11-30]. （原始内容存档于2021-11-30）.
46. ↑  . アニメ！アニメ！. 2020-08-12  [2021-11-30]. （原始内容存档于2021-11-30）.
47. ↑  . オリコン. 2020-01-22  [2021-10-13]. （原始内容存档于2021-10-03）.
48. 1 2  電撃Gsマガジン 2020，第118頁.
49. ↑  電撃Gsマガジン 2020，第119頁.
50. 1 2  . タワーレコード.   [2021-11-29]. （原始内容存档于2021-11-29）.
51. 1 2  篭法. . アニメイトタイムズ. アニメイト. 2020-12-30  [2021-11-30]. （原始内容存档于2021-11-30）.
52. ↑  キネマ旬報 2020b，第115頁.
53. ↑  . タワーレコード.   [2021-11-29]. （原始内容存档于2021-11-29）.
54. ↑  . ブシロード.   [2021-11-29]. （原始内容存档于2021-11-29）.
55. 1 2  . Anime News Network. 2021-05-13  [2021-12-26]. （原始内容存档于2021-12-26）.
56. ↑  . アキバ総研. 2020-12-08  [2021-12-08]. （原始内容存档于2021-12-08）.
57. ↑  . Sony Music Labels Inc.   [2021-12-21]. （原始内容存档于2021-12-21）.
58. ↑  . 文化庁.   [2022-03-13]. （原始内容存档于2022-03-13）.

### 書籍
- 川崎賢子. . 岩波現代文庫. 岩波書店. 2022. ISBN 978-4-00-600442-2.
- 編集 電撃G'sマガジン編集部 (编). . 協力 レヴュースタァライト製作委員会, KINEMA CITRUS. 発行 KADOKAWA. 2018. ISBN 9784049121391.

### 雑誌
- . ANIME Bros. (東京ニュース通信社). 2018, (2018年7月号). ISBN 978-4-86336-776-0.
- . キネマ旬報 (キネマ旬報社). 2020, (2020年6月上旬号).
- . キネマ旬報 (キネマ旬報社). 2020, (2020年9月下旬号).
- . 声優グランプリ (主婦の友インフォス). 2019, (2019年9月号).
- . 電撃G'sマガジン (KADOKAWA). 2020, (2020年9月号).
- . メガミマガジン (学研パブリッシング). 2018, (2018年10月号).
- . リスアニ (エムオン・エンタテインメント). 2018, (2018年8月号). ISBN 978-4-7897-7284-6.

## 外部鏈接
- 少女☆歌劇 Revue Starlight （页面存档备份，存于）
- TBS節目官方網站 （页面存档备份，存于）
- 少女☆歌劇 レヴュースタァライト的X（前Twitter）
- スタァライトチャンネル （页面存档备份，存于） - YouTube